# Eddy Noisette
Pour les articles homonymes, voir Noisette (homonymie).
Eddy Noisette (Scaredy Squirrel) est une série télévisée d'animation canadienne en 52 épisodes de 22 minutes (104 segments de 11 minutes) inspirée de la série de livres Frisson l'écureuil de Mélanie Watt, produite par Nelvana et diffusée entre le 1er avril 2011, et le 17 août 2013 sur la chaîne YTV.
En France, la série est diffusée depuis le 11 avril 2012 sur Disney XD, et au Québec depuis le 7 janvier 2013 sur Vrak et ensuite sur La Chaîne Disney.

## Synopsis
Les aventures d'Eddy Noisette, étalagiste dans un supermarché de la ville de Grignoteville.

## Personnages
- Eddy Noisette : écureuil, personnage principal de la série. Obsédé par la sécurité, il est étalagiste dans le magasin "Réserves en Stock".
- Serge : une mouffette, meilleur ami d'Eddy. Pas très porté sur l'hygiène, il porte les mêmes sous-vêtements depuis 5 ans.
- Nestor : poulet dirigeant du magasin Réserves en Stock. Il est le patron d'Eddy et aussi un de ses ennemies.
- Maman : poule de couleur violette et mère de Nestor. Elle fait souvent des visites imprévues dans le magasin et vire souvent des gens, y compris les clients.
- Paulo Laramène : furet prétentieux, égocentrique et ennemi d'Eddy.
- Richard : animal de compagnie d'Eddy. Il ne peut ni bouger, ni parler car c'est une plante verte.
- Sally Bèlèvre : truite très amoureuse d'Eddy. Elle pense qu'elle et Eddy pourrait faire un bon couple.
- Mildred : grenouille employée de Réserves en Stock. Souvent vue en train de boire du soda et de roter.
- Bernard : un castor travaillant à Réserves en Stock. Il est ami avec Eddy et Serge.
- Henri : âne travaillant à Réserves en Stock. Il est ami avec Bernard, Eddy et Serge.

## Distribution

### Voix originales
- Terry McGurrin : Eddy Noisette/Philmore
- Jonathan Gould : Serge
- Patrick McKenna : Nestor
- Jayne Eastwood : Maman
- David Berni : Paulo Laramène / Bernard
- Linda Kash : Sally Bélèvre
- Jamie Watson : Mildred
- Dwayne Hill : Henri
- Laurie Elliott : Milly

### Voix québécoises
- Gabriel Lessard : Eddy Noisette
- François-Simon Poirier : Serge
- François Sasseville : Nestor
- Geneviève Désilets : Sally Bélèvre
- Johanne Garneau : Maman
- François Trudel : Paulo Laramène
- Martin Desgagné : Bernard
- Richard Lalancette : Mildred
- Daniel Roy : Henri

 Source et légende : version québécoise (VQ) sur Doublage.qc.ca

## Liste des épisodes
| №   | #   | Titre français                    | Titre original               | Première diffusion | Première diffusion |
| --- | --- | --------------------------------- | ---------------------------- | ------------------ | ------------------ |
| 1a  | 1a  | Concours de blagues               | Pranks for Nothing           | 1er avril 2011     |                    |
| 1b  | 1b  | Pour une poignée de monnaie       | Fistful of Quarters          | 1er avril 2011     |                    |
| 2a  | 2a  | La Fièvre du collectionneur       | Children of the Acorn        | 3 avril 2011       | 6 juin 2012        |
| 2b  | 2b  | Lars Von Etalach                  | Awaken The Stacker Within    | 3 avril 2011       | 6 juin 2012        |
| 3a  | 3a  | La sagesse du poisson-chat        | Way Of The Fishlips          | 10 avril 2011      | 2 mai 2012         |
| 3b  | 3b  | Le balle de jokari en or          | The Golden Paddleball        | 10 avril 2011      | 2 mai 2012         |
| 4a  | 4a  | La pièce porte-bonheur            | Luck Be A Penny              | 17 avril 2011      | 18 avril 2012      |
| 4b  | 4b  | Les règles de Nestor              | How To Succeed In Groceries  | 17 avril 2011      | 18 avril 2012      |
| 5a  | 5a  | La Journée du bûcheron            | Lumberjack Day               | 24 avril 2011      | 20 juin 2012       |
| 5b  | 5b  | La boîte à suggestions            | Suggestion Box Blues         | 24 avril 2011      | 20 juin 2012       |
| 6a  | 6a  | La course de baignoires           | The Tubtastic Tuo            | 1er mai 2011       |                    |
| 6b  | 6b  | La maman de la maman de Nestor    | Mr. Nestor's Mother's Momma  | 1er mai 2011       |                    |
| 7a  | 7a  | Écureuil et préjugés              | Sticky Situation             | 8 mai 2011         | 11 avril 2012      |
| 7b  | 7b  | Dans le sens du cheveu            | Cowlicked                    | 8 mai 2011         | 11 avril 2012      |
| 8a  | 8a  | Sans débouchée…                   | Water Damage                 | 15 mai 2011        | 9 mai 2012         |
| 8b  | 8b  | J'vais t'sauver                   | Life Saver                   | 15 mai 2011        | 9 mai 2012         |
| 9a  | 9a  | Paulo au boulot                   | Who's Your Paddy             | 22 mai 2011        | 23 mai 2012        |
| 9b  | 9b  | Ton teen à toi                    | Snerd Envy                   | 22 mai 2011        | 23 mai 2012        |
| 10a | 10a | La liste de Nestor                | Dream Weaver                 | 29 mai 2011        | 11 juillet 2012    |
| 10b | 10b | Eddy Con Carne                    | Chili Con Scaredy            | 29 mai 2011        | 11 juillet 2012    |
| 11a | 11a | Montagnes Frousses                | The Coast Is Fear            | 5 juin 2011        | 30 mai 2012        |
| 11b | 11b | La barre de tous les barrés       | The Madness Of King Nutbar   | 5 juin 2011        | 30 mai 2012        |
| 12a | 12a | La super-équipe de supermarché    | There Is No "I" In Groceries | 12 juin 2011       | 4 juillet 2012     |
| 12b | 12b | Elle court, elle court la rumeur… | When Thugs Attack            | 12 juin 2011       | 4 juillet 2012     |
| 13a | 13a | Eddy au camp de vacances          | Camp Or Consequences         | 19 juin 2011       | 27 juin 2012       |
| 13b | 13b | Météo Mégalo                      | Fairweather Squirrel         | 19 juin 2011       | 27 juin 2012       |
| 14a | 14a | Eddy contre les zombies           | Aisle Of The Dead            | 26 juin 2011       |                    |
| 14b | 14b | La nouvelle vie de Serge          | Where The Stink At?          | 26 juin 2011       |                    |
| 15a | 15a | Etalaginator                      | Stackinator                  | 31 octobre 2011    | 8 août 2012        |
| 15b | 15b | Halloweek-End                     | Halloweekend                 | 31 octobre 2011    | 8 août 2012        |
| 16a | 16a | Eddy et le caillou                | Rockabye Rock                | 3 juillet 2011     | 18 juillet 2012    |
| 16b | 16b | Hamac Arnaque                     | Hammock Havoc                | 3 juillet 2011     | 18 juillet 2012    |
| 17a | 17a | Une vie de plante                 | It's Not Easy Being Green    | 10 juillet 2011    | 25 juillet 2012    |
| 17b | 17b | Le corguin                        | The Corgin                   | 10 juillet 2011    | 25 juillet 2012    |
| 18a | 18a | Une dent contre Eddy              | Nothing But The Tooth        | 24 juillet 2011    |                    |
| 18b | 18b | Bons baisers de Grignoteville     | From Rodent With Love        | 24 juillet 2011    |                    |
| 19a | 19a | Les Jokanins                      | Paddle Dogs                  | 9 août 2011        | 25 avril 2012      |
| 19b | 19b | Où est Richard ?                  | Looking For Richard          | 9 août 2011        | 25 avril 2012      |
| 20a | 20a | Le raffinement rend dingue        | Fancy Some Tea?              | 16 août 2011       | 16 mai 2012        |
| 20b | 20b | Monsieur Grignoteville            | Mr. Perfect Balsa            | 16 août 2011       | 16 mai 2012        |
| 21a | 21a | Le blaireau cambrioleur           | Shop Cop                     | 23 août 2011       | 13 juin 2012       |
| 21b | 21b | Une romance théâtrale             | Acting Silly                 | 23 août 2011       | 13 juin 2012       |
| 22a | 22a | Marc Arnaque                      | Seth Is A Salesman           | 4 septembre 2011   | 29 août 2012       |
| 22b | 22b | Nestor contre Victor              | Less Nestorman               | 4 septembre 2011   | 29 août 2012       |
| 23a | 23a | Propre et Futé                    | Neat Wits                    | 18 septembre 2011  | 5 septembre 2012   |
| 23b | 23b | Le secret de Paulo                | Mall Rats                    | 18 septembre 2011  | 5 septembre 2012   |
| 24a | 24a | Serge et l'Explosétalage          | The Great Mistack            | 7 novembre 2011    | 12 septembre 2012  |
| 24b | 24b | À la recherche du lundi perdu     | A Squirreled Away Treasure   | 7 novembre 2011    | 12 septembre 2012  |
| 25a | 25a | Le cornichon parfait              | Perfect Pickle               | 21 novembre 2011   | 15 août 2012       |
| 25b | 25b | Brigade des chèvres               | Goat Police                  | 21 novembre 2011   | 15 août 2012       |
| 26a | 26a | Têtes de crocs                    | Jawhead                      | 2 décembre 2011    | 22 août 2012       |
| 26b | 26b | La guerre des supermarchés        | Store Wars                   | 2 décembre 2011    | 22 août 2012       |